# Ruschia sessilis
Ruschia sessilis är en isörtsväxtart som först beskrevs av Carl Peter Thunberg, och fick sitt nu gällande namn av H.E.K. Hartmann. Ruschia sessilis ingår i släktet Ruschia och familjen isörtsväxter. Inga underarter finns listade i Catalogue of Life.